# 阿山郡
阿山郡为過去位於日本三重縣西北部的郡，已於2004年11月1日因無管轄町村而被廢除。
在1896年成立時的轄區包括現在的伊賀市北半部地區。

## 歷史

### 沿革

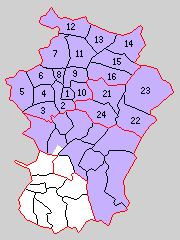
1896年阿山郡轄下的行政區劃：
1.上野町、2.小田村、城南村、3.花之木村、4.長田村、5.島原村、6.新居村、7.丸柱村、8.三田村、9.府中村、10.中瀨村、11.河合村、12.玉瀧村、13.鞆田村、14.東柘植村、15.西柘植村、16.壬生野村、21.山田村、22.布引村、23.阿波村、24.友生村
（紫色：現屬伊賀市）

- 1896年4月1日：實施郡制（日语：郡制），阿拜郡和山田郡合併為阿山郡[1]，下設：上野町（日语：上野町 (三重県)）、小田村（日语：小田村 (三重県)）、城南村（日语：城南村 (三重県阿山郡)）、花之木村（日语：花之木村）、長田村（日语：長田村 (三重県)）、島原村（日语：島ヶ原村）、新居村（日语：新居村 (三重県)）、丸柱村（日语：丸柱村）、三田村（日语：三田村 (三重県)）、府中村（日语：府中村 (三重県)）、中瀨村（日语：中瀬村 (三重県)）、河合村（日语：河合村 (三重県)）、玉瀧村（日语：玉滝村）、鞆田村（日语：鞆田村）、東柘植村（日语：柘植町）、西柘植村（日语：西柘植村）、壬生野村（日语：壬生野村）、山田村（日语：山田村 (三重県)）、布引村（日语：布引村）、阿波村（日语：阿波村 (三重県)）、友生村（日语：友生村）。（1町20村）
- 1923年4月1日：廢除郡會和郡參事會。
- 1926年7月1日：廢除郡役所，此後郡不再作為行政區劃，只作為地名的表示。
- 1941年9月10日：上野町、小田村、三田村、城南村、新居村、長田村、花之木村合併為上野市[2]，並脫離阿山郡的管轄。（14村）
- 1942年7月1日：東柘植村改制並改名為柘植町（日语：柘植町）。[2]（1町13村）
- 1950年8月1日：府中村被併入上野市。[2]（1町12村）
- 1950年12月16日：（1町10村）
  - 友生村和中瀨村的部分地區一同被併入上野市。[2]
  - 中瀨村的其餘地區被併入山田村。
- 1954年10月1日：河合村和玉瀧村合併為阿拜村（日语：阿拝村）[2]。（1町9村）
- 1954年12月20日：阿拜村和鞆田村合併為阿山村（日语：阿山町）[2]。（1町8村）
- 1955年1月1日：西柘植村和壬生野村合併為春日村（日语：春日村 (三重県)）。[2]（1町7村）
- 1955年2月1日：（1町6村）
  - 阿山村和丸柱村的丸柱、音羽地區合併為新設立的阿山村（日语：阿山町）。[2]
  - 丸柱村的其餘地區被併入上野市。[2]
- 1955年4月13日：山田村、布引村、阿波村合併為大山田村（日语：大山田村 (三重県)）。[2]（1町4村）
- 1955年8月1日：阿山村的小杉地區被併入柘植町。[2]
- 1956年8月1日：鈴鹿郡關町（日语：関町）的加太一家地區被併入柘植町。
- 1959年3月20日：柘植町和春日村合併為伊賀町（日语：伊賀町）。[2]（1町3村）
- 1967年12月1日：阿山村改制為阿山町（日语：阿山町）。[2]（2町2村）
- 2004年11月1日：伊賀町、島原村、阿山町、大山田村和上野市、名賀郡青山町（日语：青山町）合併為伊賀市[2]，同時阿山郡因無管轄町村而被廢除。

### 變遷表
| 1896年4月1日            | 1896年 - 1912年 | 1912年 - 1944年                 | 1945年 - 1954年                 | 1945年 - 1954年                 | 1955年 - 1989年                 | 1955年 - 1989年                 | 1955年 - 1989年            | 1989年 - 現在              | 現在                       |
| ----------------------- | --------------- | ------------------------------- | ------------------------------- | ------------------------------- | ------------------------------- | ------------------------------- | -------------------------- | -------------------------- | -------------------------- |
| 西柘植村                | 西柘植村        | 西柘植村                        | 西柘植村                        | 西柘植村                        | 1955年1月1日 合併為春日村       | 1955年1月1日 合併為春日村       | 1959年3月20日 合併為伊賀町 | 2004年11月1日 合併為伊賀市 | 2004年11月1日 合併為伊賀市 |
| 壬生野村                |                 |                                 |                                 |                                 | 1955年1月1日 合併為春日村       | 1955年1月1日 合併為春日村       | 1959年3月20日 合併為伊賀町 | 2004年11月1日 合併為伊賀市 | 2004年11月1日 合併為伊賀市 |
| 東柘植村                | 東柘植村        | 1942年7月1日 改制並改名為柘植町 | 1942年7月1日 改制並改名為柘植町 | 1942年7月1日 改制並改名為柘植町 | 1942年7月1日 改制並改名為柘植町 | 1942年7月1日 改制並改名為柘植町 | 1959年3月20日 合併為伊賀町 | 2004年11月1日 合併為伊賀市 | 2004年11月1日 合併為伊賀市 |
| 鞆田村                  | 鞆田村          | 鞆田村                          | 鞆田村                          | 1954年12月20日 合併為阿山村     | 1955年2月1日 合併為阿山村       | 1955年8月1日 併入柘植町         | 1959年3月20日 合併為伊賀町 | 2004年11月1日 合併為伊賀市 | 2004年11月1日 合併為伊賀市 |
| 鞆田村                  | 鞆田村          | 鞆田村                          | 鞆田村                          | 1954年12月20日 合併為阿山村     | 1955年2月1日 合併為阿山村       | 1967年12月1日 改制為阿山町      |                            | 2004年11月1日 合併為伊賀市 | 2004年11月1日 合併為伊賀市 |
| 河合村                  | 河合村          | 河合村                          | 1954年10月1日 合併為阿拜村      | 1954年12月20日 合併為阿山村     | 1955年2月1日 合併為阿山村       | 阿山村                          |                            | 2004年11月1日 合併為伊賀市 | 2004年11月1日 合併為伊賀市 |
| 玉瀧村                  |                 |                                 | 1954年10月1日 合併為阿拜村      | 1954年12月20日 合併為阿山村     | 1955年2月1日 合併為阿山村       | 阿山村                          |                            | 2004年11月1日 合併為伊賀市 | 2004年11月1日 合併為伊賀市 |
| 丸柱村                  |                 |                                 |                                 |                                 |                                 | 阿山村                          |                            | 2004年11月1日 合併為伊賀市 | 2004年11月1日 合併為伊賀市 |
| 1955年2月1日 併入上野市 | 上野市          | 上野市                          |                                 |                                 |                                 |                                 |                            | 2004年11月1日 合併為伊賀市 | 2004年11月1日 合併為伊賀市 |
| 友生村                  | 友生村          | 友生村                          | 1950年12月16日 併入上野市       | 上野市                          | 上野市                          |                                 |                            | 2004年11月1日 合併為伊賀市 | 2004年11月1日 合併為伊賀市 |
| 上野町                  | 上野町          | 上野市                          | 1941年9月10日 合併為上野市      | 1941年9月10日 合併為上野市      | 上野市                          |                                 |                            | 2004年11月1日 合併為伊賀市 | 2004年11月1日 合併為伊賀市 |
| 小田村                  | 上野市          | 上野市                          | 1941年9月10日 合併為上野市      | 1941年9月10日 合併為上野市      | 上野市                          |                                 |                            | 2004年11月1日 合併為伊賀市 | 2004年11月1日 合併為伊賀市 |
| 城南村                  | 上野市          | 上野市                          | 1941年9月10日 合併為上野市      | 1941年9月10日 合併為上野市      | 上野市                          |                                 |                            | 2004年11月1日 合併為伊賀市 | 2004年11月1日 合併為伊賀市 |
| 花之木村                | 上野市          | 上野市                          | 1941年9月10日 合併為上野市      | 1941年9月10日 合併為上野市      | 上野市                          |                                 |                            | 2004年11月1日 合併為伊賀市 | 2004年11月1日 合併為伊賀市 |
| 長田村                  | 上野市          | 上野市                          | 1941年9月10日 合併為上野市      | 1941年9月10日 合併為上野市      | 上野市                          |                                 |                            | 2004年11月1日 合併為伊賀市 | 2004年11月1日 合併為伊賀市 |
| 新居村                  | 上野市          | 上野市                          | 1941年9月10日 合併為上野市      | 1941年9月10日 合併為上野市      | 上野市                          |                                 |                            | 2004年11月1日 合併為伊賀市 | 2004年11月1日 合併為伊賀市 |
| 三田村                  | 上野市          | 上野市                          | 1941年9月10日 合併為上野市      | 1941年9月10日 合併為上野市      | 上野市                          |                                 |                            | 2004年11月1日 合併為伊賀市 | 2004年11月1日 合併為伊賀市 |
| 府中村                  | 府中村          | 府中村                          | 1950年8月1日 併入上野市         |                                 | 上野市                          |                                 |                            | 2004年11月1日 合併為伊賀市 | 2004年11月1日 合併為伊賀市 |
| 中瀨村                  | 中瀨村          | 中瀨村                          | 1950年12月16日 併入上野市       |                                 | 上野市                          |                                 |                            | 2004年11月1日 合併為伊賀市 | 2004年11月1日 合併為伊賀市 |
| 中瀨村                  | 中瀨村          | 中瀨村                          | 1950年12月16日 併入山田村       | 山田村                          | 1955年4月13 合併為大山田村      | 1955年4月13 合併為大山田村      | 1955年4月13 合併為大山田村 | 2004年11月1日 合併為伊賀市 | 2004年11月1日 合併為伊賀市 |
| 山田村                  |                 |                                 |                                 | 山田村                          | 1955年4月13 合併為大山田村      | 1955年4月13 合併為大山田村      | 1955年4月13 合併為大山田村 | 2004年11月1日 合併為伊賀市 | 2004年11月1日 合併為伊賀市 |
| 布引村                  |                 |                                 |                                 |                                 | 1955年4月13 合併為大山田村      | 1955年4月13 合併為大山田村      | 1955年4月13 合併為大山田村 | 2004年11月1日 合併為伊賀市 | 2004年11月1日 合併為伊賀市 |
| 阿波村                  |                 |                                 |                                 |                                 | 1955年4月13 合併為大山田村      | 1955年4月13 合併為大山田村      | 1955年4月13 合併為大山田村 | 2004年11月1日 合併為伊賀市 | 2004年11月1日 合併為伊賀市 |
| 島原村                  |                 |                                 |                                 |                                 |                                 |                                 |                            | 2004年11月1日 合併為伊賀市 | 2004年11月1日 合併為伊賀市 |